# 莱斯利·莱恩
莱斯利·莱恩（英語：Leslie Laing，1925年2月19日—2021年2月7日），牙买加男子田径运动员。他曾代表牙买加参加1948年和1952年夏季奥林匹克运动会田径比赛，其中1952年奥运会获得一枚金牌。